# Mads Heindorf
 Denne artikel bør gennemlæses af en person med fagkendskab for at sikre den faglige korrekthed.

 Der er for få eller ingen kildehenvisninger i denne artikel, hvilket er et problem. Du kan hjælpe ved at angive troværdige kilder til de påstande, som fremføres i artiklen.

Adam Mads Heindorf (født Mads Heindorf Rasmussen 12. august 1985) er guldsmed og designer.
Adam Mads Heindorf blev først kendt fra Guldtranen på Langeland (2003-2008), som "Danmarks yngste guldsmed" hvor han bl.a. lavede smykker til HKH Kronprinsesse Mary og HKH Kronprins Frederik.
I 2008 åbnede Adam Mads Heindorf guldsmedeforretning og værksted på Gothersgade i København.
Han blev udlært ved mesterlære hos John Robert Cloos fra 2002-2006, og vandt DM for guldsmede kort før svendeprøven.
I 2008 blev han optaget blandt Danske Kunsthåndværkere samt Danske guldsmede og urmagere, og begyndte at afholde smykkekurser og foredrag om bl.a. sjældne ædelstene og perler. Få år efter blev han optaget i Kjøbenhavns guldsmedelaug og guldsmedebranchens leverandørforening. Fra 2013 til 2019 deltog Adam Mads Heindorf fast i Laugenes Årlige Opvisning som fandt sted i Moltkes palæ, med Hendes Kongelige Højhed Prinsesse Benedikte som protektor. 

## Guldsmed
- 2011 - optaget i Kjøbenhavns Guldsmedelaug.
- 2011 - optaget i Guldsmedebranchens Leverandørforening.
- 2008 - optaget i Danske kunsthåndværkere.
- 2008 - optaget i DGU - danske guldsmede og urmagere.
- 2008 til i dag - Firma Heindorf Jewellery, København.
- 2007 - udlært som guldsmed.
- 2008 - DM i guldsmedehåndværk
- 2002 til 2008 - Firma Guldtranen, Langeland.

## Kendte Værker
- 2021 medaljerne til Copenhagen2021 (Eurogames og Worldpride).
- 2020 Medaljonen til Netflix serien "The Rain" som blev båret af Simone og spillede en afgørende rolle i 3. sæson.
- 2019 “Mala bedekæder” til fordel for Tibet Charity Denmark. Designet i samarbejde med krystaleksperten Jette Holm. Mala kæderne blev velsignet ved en personlig audiens hos HH Dalai Lama i Dharamsala.
- 2018 Skovkrat halssmykket til HKH Kronprinsesse Mary. Designet i forbindelse med Danish Rainbow Awards.
- 2018 "Ordblid" armbåndet til fordel for Ordblindeforeningen. Designet i samarbejde med billedkunstneren Ken Denning - Det første armbånd var til protektor HKH Kronprins Frederik. Projektet blev støttet af en række ambassadører. Bl.a. Bubber, Charlotte Bøving[1], Josephine af Rosenborg, Jussi Adler-Olsen, Pia Allerslev, Charlotte Bircow Næss Schmidt, Kim Boye, mfl.
- Annisette Koppel og Adam Mads Heindorf i forbindelse med hjerteblod projektet til fordel for DIGNITY2017 "Hjerteblod" til fordel for DIGNITY - Danish institute against torture i samarbejde med Annisette Koppel
- Tori Spelling og Adam Mads Heindorf i forbindelse med Svane projektet til fordel for Kræftramte Børn.2016 "Svanen" til fordel for Kræftramte børn i Danmark i samarbejde med Ghita Nørby og Tori Spelling.
- Susse Wold og Adam Mads Heindorf2015 "Sløjfen" til fordel for Aids-Fondet i samarbejde med Susse Wold
- 2013 Smykker til fordel for dyreværnet i samarbejde med Mel B (Spice Girls)
- 2013 Kollektion "Englen" i samarbejde med Clairvoyant Anne-Marie Østersø
- 2010 Årspriser til chokoladefestivalen
- 2008 Universet - Den lille mand der bestiger verden
- 2009 Medaljerne til World Outgames

## Udstillinger
- 2018 Gallerie Rasmus, Odense
- 2018 Grenen Kunstmuseum i Skagen
- 2018 Strandgallerriet i Skagen
- 2018 Galleri Langeland
- 2018 Art Nordic
- 2014 Ordrupgaard
- 2014 HEART - Herning kunstmuseum
- 2014 Ordrupgaard
- 2013 Coolest Corner
- 2011 Sex og smykker – tradition og tabu
- 2011 Bella Sky
- 2011 Grønbechs Gård
- 2010 First Hotel Skt Petri
- 2010 Kunst & design